# Halkosaari (ö i Kajanaland, Kehys-Kainuu, lat 64,33, long 29,69)
Halkosaari är en ö i Finland. Den ligger i sjön Iivantiira och Juttuajärvi och i kommunen Kuhmo i den ekonomiska regionen  Kehys-Kainuu  och landskapet Kajanaland, i den centrala delen av landet, 500 km nordost om huvudstaden Helsingfors. Öns area är 1,3 hektar och dess största längd är 170 meter i öst-västlig riktning.